# Жасанан (Риу-Гранди-ду-Норти)
Жасанан (порт. Jaçanã)  —  муниципалитет в Бразилии, входит в штат Риу-Гранди-ду-Норти. Составная часть мезорегиона Сельскохозяйственный район штата Риу-Гранди-ду-Норти. Входит в экономико-статистический  микрорегион Борборема-Потигуар. Население составляет 9125 человек на 2008 год. Занимает площадь 58 км².
Праздник города — 24 ноября.

## История
Город основан 24 ноября 1953 года.

## Статистика
- Валовой внутренний продукт на 2003 год составляет 15 854 688,00 реалов (данные: Бразильский институт географии и статистики).
- Валовой внутренний продукт на душу населения на 2003 год составляет 1980,85 реалов (данные: Бразильский институт географии и статистики).
- Индекс развития человеческого потенциала на 2000 год составляет 0,631 (данные: Программа развития ООН).

## География
Климат местности: полупустыня.